# Toyen
Marie Čermínová, conocida como Toyen [toajen] (Praga, 21 de septiembre de 1902- París, 9 de noviembre de 1980) fue una pintora, dibujante e ilustradora checa y miembro del movimiento surrealista. Fue una de las personalidades más importantes de la cultura checa, y se la considera de entre las más creativas y libres de la vanguardia en el siglo XX.

## Biografía
Poco se sabe de su infancia, ella misma evitaba hablar de esos periodos de su vida, hasta el punto de negar tener una familia, aun con la constancia de la existencia de sus padres y de una hermana. A los 16 años empezó a trabajar en Zizkov en la fabricación de jabón. Entre 1919 y 1920, Toyen asistió a la UMPRŮM (Academia de Artes, Arquitectura y Diseño) en Praga. Trabajó estrechamente con el poeta y artista surrealista Jindřich Štyrský hasta la muerte de este. Se unieron al grupo Devětsil en 1923 y expusieron con ellos. A principios de 1920, Toyen viajó a París, y pronto volvería allí con Štyrský. Mientras vivían en París, estuvieron en contacto con el grupo de los surrealistas, sobre todo con André Breton, y fundaron una alternativa artística a la abstracción y al surrealismo que denominaron Artificialismo, que ellos mismos definían como «la identificación del pintor con el poeta, donde el artista crea poesía sin usar el lenguaje». Regresaron a Praga en 1928.
Toyen se refirió a sí misma en masculino por miedo al rechazo de género en la vanguardia. Deliberadamente dejó a un lado los adornos confinantes de la feminidad para acceder al mundo del arte casi exclusivamente masculino del modernismo. Los bocetos, las ilustraciones de libros y las pinturas de Toyen eran frecuentemente eróticos y contribuyó con ellos a la Revolución Erótica de Štyrský (1930-33). Esta revista fue publicada en términos de suscripción estrictos basados en una circulación de 150 copias. Štyrský también publicó libros bajo la marca Edice 69, algunos de los cuales Toyen ilustraba. Por ejemplo, ilustró la Justina del Marqués de Sade. También cabe destacar su contribución en Die Frau als Künstlerin, ("La mujer como artista"), la prestigiosa encuesta de 1928 de mujeres artistas en la civilización occidental.
Toyen y Štyrský poco a poco se fueron interesando más por el surrealismo. Después de que sus socios Vítězslav Nezval y Jindřich Honzl conocieron a André Breton en París, fundaron el grupo surrealista checo junto con otros artistas, escritores y el compositor Jaroslav Ježek.
Forzada a estar bajo tierra durante la ocupación nazi y la Segunda Guerra Mundial, protegió a su socio artístico, Jindřich Heisler, un poeta de ascendencia judía que se había unido al grupo surrealista checo en 1938. Los dos se trasladaron a París en 1947, antes de la toma comunista de Checoslovaquia en 1948. En París trabajaron con André Breton, Benjamin Péret y otros surrealistas.
Toyen murió el 9 de noviembre de 1980 en París. Su funeral se llevó a cabo con la asistencia de sus mejores amigos al cementerio de París des Batignolles, donde, además, están enterrados sus amigos: Jindrich Heisler, André Breton y Benjamin Péret.

### La identidad de género y el seudónimo Toyen
La vanguardia checa estaba dominada sobre todo por hombres. Un notable número de artistas que trabajaban en el campo de las artes decorativas, incluyendo la pintura y la escultura, eran casi exclusivamente hombres. Sin embargo, a Toyen se le respetó como la única mujer miembro de la técnica checa antes de la guerra.
Toyen cargó contra las convenciones burguesas con el movimiento anarquista, protestó contra la familia y las autoridades sociales y culturales y negó el tradicional "papel femenino" mediante la adopción neutral "sin género" del seudónimo Toyen. Llevó una vida independiente, en la cual no faltaban siempre las altas demandas de su propia creación y el travestismo. Fue bastante inusual, hablaba de sí misma en masculino y, a veces, iba vestida como un hombre, en traje y pajarita en el cuello (aunque la mayoría de las fotos de Toyen la muestran elegantemente vestida con ropa femenina). 
Eso ayudó a Toyen a integrarse en el mundo de los hombres. Su carácter también fascinó al público y a sus fieles y captó mucha la atención. Tuvo un estilo de vida muy libre, no se casó y no tuvo niños. Toyen fue una mujer muy reservada y no le gustaba hablar sobre su vida personal. Es probable que tuviera  relaciones amorosas con sus colegas, Jindřich Štyrský y Jindřich Heisler. En muchas de sus obras aparecen motivos lésbicos y es posible que Toyen fuera bisexual. Pero todo de esto es una hipótesis. 
El seudónimo Toyen lo inventó Jaroslav Seifert para ella, a quien conoció cuando trabajaba en la fabricación de jabón:

Estábamos en una cafetería cuando Marie me pidió que buscase algo para ella, algún pseudónimo conveniente. Pensamos en una docena de nombres, sin embargo, ninguno le gustaba. No quería publicar nada bajo su verdadero nombre por el miedo al rechazo.  Cuando salió un rato para atender a los periodistas de una revista, escribí en letras grandes en una servilleta TOYEN. Cuando al volver lo leyó, sin dudarlo lo adoptó y lo ha usado hasta el día de hoy. Ella es Toyen y su nombre real probablemente sólo estará en su pasaporte, que hace tiempo fue declarado inválido.
Jaroslav Seifert.

## Obra
Al principio de la creación de Toyen se encuentra un cubismo purista. En 1925 el tandem Stirsky-Toyen se trasladó a París, donde desarrollaron el "Artificialismo". Durante esos años, Toyen ilustró varios libros y revistas con dibujos que tienen una fuerte carga erótica, como los realizados para una edición de Justine ou les infortunes de la vertu (Justine o los infortunios de la virtud), del Marqués de Sade, del Heptamerón, o sus colaboraciones en la Eroticka Revue. De regreso a Praga comenzó su transición al surrealismo y fue una de los fundadores del núcleo surrealista de Praga en 1934. Ese mismo año ilustró la obra infantil Nas svet (Nuestro mundo), con una estética figurativa y tratando temas no habituales en literatura infantil tales como la igualdad entre hombres y mujeres o las nuevas fuentes de energía.
Muchas de sus obras tienen un sentido solapado político, especialmente en sus pinturas que reflejan los terrores que experimentó durante la Segunda Guerra Mundial. También se pueden ver cuadros y dibujos muy eróticos y explícitos, que representan la sexualidad femenina, las frustraciones sexuales de los hombres y mujeres, y también el deseo lésbico. Su carrera de ilustradora es importante también., en Praga trabajó para Odeon, para quien diseñó cubiertas de libros. Ilustró también los libros de poemas de Jaroslav Seifert o Vítězslav Nezval.